# ساکساگلیپتین
ساکساگلیپتین (انگلیسی: Saxagliptin) یک داروی خوراکی کاهنده قند خون (ضد دیابت) از گروه بازدارنده دی پپتیدیل پپتیداز-۴ (DPP-4) است و در درمان دیابت نوع ۲ کاربرد دارد.

## کاربرد پزشکی
ساکساگلیپتین به عنوان تک درمانی یا در ترکیب با سایر داروها برای درمان دیابت نوع ۲ استفاده می شود. به نظر نمی‌رسد خطر حمله قلبی یا سکته را کاهش دهد. این دارو خطر بستری شدن در بیمارستان در پی نارسایی قلبی را حدود ۲۷ درصد افزایش می‌دهد، از این رود سازمان FDA آمریکا هشدارهایی را برای آن صادر کرده است. این دارو مانند سایر بازدارنده‌های دی‌پپتیدیل پپتیداز-۴ (DPP-4)، توانایی کاهش HbA1c نسبتاً متوسطی دارد، با خطر نسبتاً پایین هیپوگلیسمی همراه است و باعث افزایش وزن نمی‌شود.

## مکانیسم عمل
ساکساگلیپتین بخشی از دسته ای از داروهای دیابت به نام بازدارنده دی پپتیدیل پپتیداز-۴ (DPP-4) است. DPP-4 آنزیمی است که هورمون‌های اینکرتین را تجزیه می‌کند. ساکساگلیپتین به عنوان یک مهارکننده DPP-4، تجزیه هورمون‌های اینکرتین را کند می کند و سطح این هورمون‌ها را در بدن افزایش می دهد. این افزایش در هورمون‌های اینکرتین است که مسئول اعمال سودمند و درمانی ساکساگلیپتین، از جمله افزایش تولید انسولین در پاسخ به وعده های‌غذایی و کاهش سرعت گلوکونئوژنز در کبد است.
نقش دی پپتیدیل پپتیداز-۴ در تنظیم گلوکز خون از راه تخریب GIP و تخریب GLP-1 است.
از آنجایی که هورمون های اینکرتین در پاسخ به سطوح بالاتر قند خون فعال‌تر هستند (و در پاسخ به قند خون پایین کمتر فعال هستند)، خطر کاهش خطرناک قند خون (هیپوگلیسمی) با تک درمانی ساکساگلیپتین کم است.